# Hans Georg Weiss
Pour les articles homonymes, voir Weiss.
Hans Georg Weiss (né le 9 octobre 1927 à Montjoie et mort le 20 octobre 2008 dans la même ville) est un typographe, entrepreneur et homme politique (CDU).

## Biographie
Après l'école primaire et le lycée, Weiss est enrôlé dans le service du travail et la Wehrmacht à la fin de la Seconde Guerre mondiale. Après son retour de captivité américaine, il apprend le métier de typographe et d'imprimeur dans la petite imprimerie de ses parents. Il effectue un stage à l'Aachener Volkszeitung. En 1960, Hans Georg Weiss passe son examen de maîtrise en tant que typographe à la Chambre des métiers d'Aix-la-Chapelle et en 1962 reprend l'entreprise de son père Jacob Weiss. Il achète une machine d'impression offset et fonde en 1966 l'Eifeler Wochenspiegel en tant que papier publicitaire gratuit. En 1969, il achète la première presse offset à bande. En 1974, il termine la composition métallique et passe à la composition photographique.  Avec l'acquisition de la première presse rotative 4 couleurs, Weiss-Druck est à la pointe du progrès technique à l'occasion de son centenaire en 1975. Grâce à des investissements constants, l'entreprise et ses participations se sont considérablement développées dans les années à venir, notamment avec l'implication dans les nouveaux États fédéraux. Aujourd'hui, Weiss-Druck est l'une des entreprises d'impression offset les plus modernes et les plus importantes - avec des sites d'impression à Montjoie, Limbourg et Hoyerswerda.  Le groupe de sociétés Weiss comprend des sociétés de graphisme et de composition, des sociétés de distribution et des fournisseurs d'accès Internet. Le Wochenspiegel du groupe Weiss apparaît aujourd'hui dans les régions de l'Eifel, de Hunsrück/Nahe, de la Moselle, de l'Ahr et de Trèves. Au mécontentement des syndicats et non conformément à la loi, Weiss ne tolère pas un comité d'entreprise ou des membres syndicaux dans ses entreprises.
Hans Georg Weiss croit très tôt au médium des «papiers publicitaires» et en 1982 il devient président de l'association des éditeurs VVDA. En 1987, grâce à son engagement, est fondée l'Association fédérale des papiers publicitaires allemands (BVDA), qui, en tant qu'association unifiée, représente tous les journaux publicitaires en Allemagne, indépendamment de leur propriété. Hans Georg Weiss est président de la BVDA de 1987 à 1997 et est nommé président d'honneur en 1997. 

## Politique
Hans Georg Weiss s'engage très tôt dans la Junge Union, où il est porte-parole du district et plus tard trésorier de l'État. Avec Heinz Schwarz, il est l'un des pionniers du magazine d'adhésion de l'Union Junge «Die Decision». De 1961 à 1972, puis de 1975 à 1989, il est membre du conseil municipal de Montjoie. Il est dans le conseil de l'arrondissement de Montjoie (de) de 1961 à 1972, et de 1964 jusqu'à la dissolution de l'arrondissement en 1972 par la première loi d'Aix-la-Chapelle, il est le dernier administrateur de l'arrondissement de Montjoie. Au cours des trois années suivantes, il est administrateur de l'arrondissement d'Aix-la-Chapelle. À partir du 26 juillet 1970 au 30 mai 1990 Weiss est membre du Landtag de Rhénanie-du-Nord-Westphalie. Hans Georg Weiss prend la présidence du comité du budget entre 1985 et 1990.
Hans Georg Weiss est de 1967 à 1972 président de district de l'association de district CDU Montjoie et de 1972 à 1975 et de 1977 à 1989 président de la CDU de l'association municipale Montjoie. La CDU Montjoie nomme Hans Georg Weiss en tant que président d'honneur en 1990, et depuis 1993, il est membre honoraire de la CDU de l'arrondissement d'Aix-la-Chapelle.
En plus de nombreuses activités culturelles, Weiss est également l'initiateur du Festival de Montjoie au château.

## Famille
Hans Georg Weiss est mariée avec Mathilde Weiss, née Peters,, et a deux enfants, un fils, Georg Weiss, né en 1959, et une fille Dorit Schlieper, née en 1959. Weiss, né en 1957. Georg Weiss est devenu chef du groupe Weiss après la mort de son père, après que Hans Georg et Georg Weiss aient dirigé l'entreprise ensemble ces dernières années.
Hans Georg fonde plusieurs fondations sociales et musicales. L'Antoniusverein qu'il fonde s'occupe des personnes défavorisées de Montjoie. 
Hans-Georg-Weiss-Strasse est nommé d'après le citoyen d'honneur de Montjoie. 

## Récompenses et honneurs
- Chevalier de l'ordre du Mérite de la République fédérale d'Allemagne (1977)
- Officier de l'ordre du Mérite de la République fédérale d'Allemagne (1981)
- Commandeur de l'ordre du Mérite de la République fédérale d'Allemagne
- Ordre du Mérite de Rhénanie-du-Nord-Westphalie
- Officier de l'ordre de la Couronne
- Officier de l'Ordre de la Couronne de chêne
- Président d'honneur de l' Association fédérale des papiers publicitaires allemands, BVDA
- Citoyen d'honneur de Montjoie
- Plaque d'or de l'administrateur de l'arrondissement d'Aix-la-Chapelle
- Président d'honneur de la CDU Montjoie
- Membre honoraire de la CDU de l'arrondissement d'Aix-la-Chapelle
- Membre honoraire de nombreuses associations et institutions